# Macerio chabon
Macerio chabon is een spinnensoort uit de familie van de Cheiracanthiidae.
De wetenschappelijke naam van de soort werd in 1997 gepubliceerd door Martín Javier Ramírez.